# Ziua Poliției Române
Ziua Poliției Române se sărbătorește de Poliția Română pe data de 25 martie în fiecare an pe teritoriul României.

## Generalități
Prin articolul 50 din Legea nr. 218 din 23.04.2002 data de 25 martie a fost desemnată Ziua Poliției Române.

### Istoric
Această dată a fost aleasă drept simbolul creștin al Bunei Vestiri aflat pe primul steag al Marii Agii, simbol ce a fost preluat și pe actualul drapel al Poliției Române. În anul 1822 domnitorul Grigore Dimitrie Ghica i-a înmânat Marelui Agă Mihăiță Filipescu (șeful poliției din acele timpuri) drapelul pe care este cusută sigla Steagului Agiei. Alături de siglă se află o ghirlandă din aur în interiorul căreia este prezentată Maica Domnului, înaintea îngerului ce-i aduce vestea cea bună (Buna Vestire).